# WING-AM
Koordinaten: 39° 40′ 56″ N, 84° 9′ 33″ W
WING „ESPN 1410“ ist eine kommerzielle Radiostation aus Dayton (Ohio). Der Sender ist die älteste kommerzielle Radiostation in Dayton und war die erste Top-40 Station in Ohio.
Die Studios, Büros und Sender von WING befindet sich an der David Road in Kettering. Die Programme des Senders werden von ESPN Radio und dem Ohio State IMG Sports Network übertragen.

## Geschichte
Von den 1950er bis in die frühen 1990er Jahren war die Station eine der bekanntesten Stationen in Ohio und übertrug ein Top 40 Format. Später wechselte WING sein Format in eine reine Sportstation.